# Johannes Block
Pour les articles homonymes, voir Block.
Johannes Block (né le 17 novembre 1894 à Büschdorf et décédé le 26 janvier 1945 à Kielce) est un militaire allemand. Il fut General der Infanterie et servit dans la Heer au sein de la Wehrmacht pendant la Seconde Guerre mondiale.
Il a été récipiendaire de la croix de chevalier de la croix de fer avec feuilles de chêne. La croix de chevalier de la croix de fer avec son grade supérieur : les feuilles de chêne sont attribués pour récompenser un acte d'une extrême bravoure sur le champ de bataille ou un commandement militaire avec succès.

## Biographie
Au début de la Première Guerre mondiale, le 13 août 1914, Block s'engage comme volontaire dans le 75e régiment d'artillerie de campagne de l'armée prussienne. À la mi-octobre 1914, il est affecté à la 1re colonne d'artillerie et de munitions du 4e corps d'armée. Le 15 février 1915, il est transféré au 36e régiment de fusiliers. Lors des combats en Flandres, Block est blessé le 27 avril 1915. Après un séjour de près de deux mois à l'hôpital, il rejoint le 1er bataillon de réserve de son régiment, puis à la mi-juillet 1915, il est transféré au 2e bataillon de réserve du 146e régiment d'infanterie.
Johannes Block est tué le 26 janvier 1945 près de Kielce en Pologne, durant l'offensive Vistule-Oder.

## Décorations
- Croix de fer (1914)
  - 2e classe (5 juillet 1916)
  - 1re classe (22 août 1918)
- Insigne des blessés (1914)
  - en Noir
- Croix d'honneur (30 décembre 1934)
- Ordre du sang
- Agrafe de la croix de fer (1939)
  - 2e classe (8 septembre 1939)
  - 1re classe (10 septembre 1939)
- Médaille du front de l'Est (15 janvier 1943)
- Croix de chevalier de la croix de fer avec feuilles de chêne
  - Croix de chevalier le 22 décembre 1941 en tant que oberst et commandant du Infanterie-Regiment 202[1]
  - 331e feuilles de chêne le 22 novembre 1943 en tant que generalleutnant et commandant de la 294e division d'infanterie[2]
- Mentionné dans le bulletin radiophonique Wehrmachtbericht (6 février 1943)